# Artibonite
Artibonite – jeden z dziesięciu departamentów, na jakie podzielone jest Haiti.
Departament zajmuje powierzchnię 4984 km² i jest zamieszkany przez 1 168 800 osób (2002). Artibonite jest głównym na Haiti ośrodkiem uprawy ryżu. Główne miasta to Gonaïves (stolica) oraz Saint-Marc. Rewolucyjny Front Oporu Artibonie w lutym 2004 roku usiłował oderwać departament od Haiti, proklamując jego niepodległość.
Departament podzielony jest na 5 arrondissement:
1. Dessalines
2. Gonaïves (stolica)
3. Gros-Morne
4. Marmelade
5. Saint-Marc